# Дедец
Дедец е село в Южна България. То се намира в община Кирково, област Кърджали.

## География
Село Дедец се намира в планински район.